# 1-Desoxy-D-xylulose-5-phosphat-Synthase
Die 1-Desoxy-D-xylulose-5-phosphat-Synthase (DOXP) ist ein Enzym aus dem Methylerythritolphosphatweg (auch DOXP-Weg) in Pflanzen und Protisten, das die Umsetzung von
Pyruvat + Glycerinaldehyd-3-phosphat {\displaystyle \rightleftharpoons } 1-Desoxy-D-Xylulose-5-phosphat + CO2
katalysiert. DOXP gehört zu den Transferasen. Der Name DXP-Synthase (DXS) kann synonym verwendet werden.